# Струмза, Ги
Ги (Гедалья́ху) Стру́мза (ивр. גי (גדליה) סטרומזה‎ ; род. 27 июля 1948 в Париже) — израильский религиовед, специалист по истории религии Средиземноморского мира и Ближнего Востока в поздней античности; именной профессор-эмерит в Еврейского университета в Иерусалиме, а также профессор-эмерит изучения авраамических религий Оксфорда. Член Израильской академии естественных и гуманитарных наук (2008). Лауреат премии Гумбольдта (2008).

## Биография
Родился в сефардской семье с греческими корнями. Его родители пережили Холокост, отец в Освенциме, а мать в Берген-Бельзен, они познакомились в лагере для перемещённых в Марселе.
Вырос в Париже. Во время учёбы — ещё в школе — на него сильно повлиял Эммануэль Левинас, преподававший философию и Талмуд. После окончания Парижского университета, где он изучал экономику и право, переехал в Израиль. Там изучал философию и еврейскую мысль в Еврейском университете, где на него сильно повлиял профессор Шломо Пинес. После службы в армии (1969—1972) учился в Гарвардском университете, получил степень магистра сравнительной религии. Защитив там же докторскую диссертацию (1978), посвященную гностической мифологии, назначен преподавателем кафедры сравнительного религиоведения Еврейского университета, с 1991 занимал именную кафедру (Martin Buber Chair). Директор-основатель Центра по изучению христианства (1999—2005) Еврейского университета. В 2009 году стал профессором по изучению авраамических религий в Оксфордском университете, ушёл в отставку в 2013 году. Феллоу-эмерит оксфордского Леди-Маргарет-холла.
Получил Honoris causa Цюрихского университета (2004). Награждён французским орденом «За заслуги».
Его жена Сара Струмза — профессор иврита и литературы, а также еврейской мысли, бывший ректор Еврейского университета (2008—2012). У пары двое детей и двое внуков.

## Исследования
Исследования Ги Струмзы фокусируются на динамике столкновений между религиозными традициями и институтами в Римской империи и в период поздней античности, в Средиземноморье и на среднем Востоке. В настоящее время он исследует авраамические традиции в поздней античности, и их влияние на становление ислама. он считает гностицизм, манихейство и раннее христианство важнейшими факторами для понимания кристаллизации новых религий. В своей докторской диссертации, Струмса изучал развитие гностической мифологии, и продемонстрировал, что она уходит своими корнями в Иудаизм и библейские интерпретации. В своих исследованиях, Струмза стремится пересечь традиционные междисциплинарные границы для изучения религиозных феноменов в сравнительной перспективе. Этот подход позволяет ему понять механизмы, лежащие в основе религиозной революции поздней античности, в период, когда прекратились некоторые распространенные виды древней религии (например, жертвоприношение) и были разработаны новые системы, которые стоят в основе иудаизма, христианства и ислама.
Струмса является автором или редактором двадцати пяти книг, и опубликовал более ста статей.
Другое семя: Исследования в гностической мифологии (Лейден: Brill, 1984)
Струмза утверждает, что корни гностической мифологии следует искать в толковании первых глав Книги Бытия. Первые гностики, возможно, были евреями или людьми, знакомыми с иудаизмом, которые использовали экзегетические инструменты, чтобы бороться с проблемой зла через мифологизацию.
Знания и спасение: еврейские традиции и дуалистические искушения раннего христианства (Paris: Le Cerf, 1992)
Книга изучает взаимосвязь и взаимодействие еврейских, гностических, манихейских и христианских традиций в период поздней античности. В главе 3 Струмза обсуждает параллели между характером Иисуса в христианских текстах и Метатрона в еврейских текстах, как посредника между трансцендентным Богом и космосом. Он находит корни христианского монашества IV века в ранних манихейских (и первоначально буддистских) монашеских институтах и традициях. Он показывает, как идея боговоплощения и воскресения Иисуса Христа привела к разработке более единой концепции личности, чем в греко-римской философии.
Скрытая мудрость: эзотерические традиции и корни христианского мистицизма (Leiden: Brill, 1996; second, augmented edition, 2005)
Струмза утверждает, что древние религии, как правило, имели экзотерическую (общественную) и эзотерическую (секретный) традиции. Струмса показывает, как эзотерические традиции раннего христианства, имевшие иудейские корни, развились в гностическую мифологию и концепции. Они позже были отклонены господствующей линией христианства как несовместимые с религией, ищущей всеобщее спасение. Отголоски этих традиций можно найти в словаре раннего христианского мистицизма.
Варварская философия: Религиозная революция раннего христианства (Tübingen: Mohr Siebeck 1999)
Струмза утверждает, что христианство, развивавшееся с первого по 4-й век, стало новым видом религии, сочетающим в себе новые антропологические и космологические представления.
Конец жертвоприношения: Религиозные преобразования в поздней античности (Chicago: University of Chicago Press, 2009; original in French)
Рассматривает переход от религий античности к религиям поздней античности через призму прекращения жертвоприношений. Для Струмса, это преобразование может быть показано через четыре основных аспекта: новое понимание человека;новое понимание центрального места книги в религии;прекращение ритуала жертвоприношения; и новая роль религиозного сообщества.
Новая наука: Открытие религии в эпоху разума (Cambridge: Harvard University Press, 2009)
Эпистемологическое и историографическое исследование, которое занимается происхождением изучения религии в современный период. Струмса утверждает, что корни дисциплины исторического сравнительного религиоведения можно найти в 17-м и 18-м веках, задолго до создания академических кафедр религиоведения во второй половине 19-го века. Он находит его истоки в больших географических открытиях этого периода, рождении современной филологии и изучении восточных языков и религий, а также в религиозных войнах следующих за реформацией, всё это привело протестантских и католических ученых к признанию ограниченности христианства.

## Публикации

### Авторство
1. Another Seed: Studies in Gnostic Mythology (Nag Hammadi Studies 24; Leiden: Brill, 1984)
2. Savoir et salut: traditions juives et tentations dualistes dans le christianisme ancien (Paris: Le Cerf, 1992)
3. Hidden Wisdom: Esoteric Traditions and the Roots of Christian Mysticism (Studies in the History of Religions 70; Leiden: Brill, 1996) [revised and augmented paperback edition, 2005] = La sapienza nascosta: Tradizioni esoteriche e radici del misticismo cristiano (Rome: Arkeios, 2000)
4. Barbarian Philosophy: The Religious Revolution of Early Christianity (Tübingen: Mohr Siebeck, 1999)
5. with Jacques Le Brun, Les juifs présentés aux chrétiens: textes de Léon de Modène et de Richard Simon, introduits et commentés (Paris: Belles Lettres, 1998)
6. La formazione dell’identita cristiana (Brescia: Morcelliana, 1999)
7. Kanon und Kultur: Zwei Studien zur Hermeneutik des antiken Christentums (Berlin, New York: de Gruyter, 1999)
8. La fin du sacrifice : Mutations religieuses de l’antiquité tardive (Collège de France; Paris: Odile Jacob, 2005) = La fine del sacrificio: Le mutazioni religiose della tarda antichita (Turin: Einaudi, 2006) = The End of Sacrifice: Religious Transformations of Late Antiquity (Chicago: Chicago University Press, 2009)
9. Le rire du Christ et autres essais sur le christianisme antique (Paris: Bayard, 2006)
10. A New Science: The Discovery of Religion in the Age of Reason (Cambridge, Mass.: Harvard University Press, 2010).
11. The Making of the Abrahamic Religions in Late Antiquity. {Oxford Studies in the Abrahamic Religions.} Oxford: Oxford University Press, 2015, 225 pp. ISBN 978-0-19-873886-2 {Рец. Оливера Лимана}
12. Religions d’Abraham. Histoires croisées (Genève, Labor et Fides, 2017, 346 p.) {Рец.}

### Редактирование
1. With Sh. Shaked and D. Shulman: Gilgul: Transformations, Revolutions and Permanence in the History of Religions, in Honor of R. J. Z. Werblowsky (Suppl. to Numen 50; Leiden: Brill, 1987)
2. With Sh. Shaked and I. Gruenwald: Messiah and Christos: Studies in the Jewish Origins of Christianity, presented to David Flusser at the Occasion of his Seventy Fifth Birthday (Tübingen: Mohr Siebeck, 1992)
3. With O. Limor: Contra Judaeos: Ancient and Medieval Polemics Between Christians and Jews (Texts and Studies in Medieval and Early Modern Judaism: Tübingen: Mohr Siebeck; 1995)
4. With H. G. Kippenberg: Secrecy and Concealment: Studies in the History of Mediterranean and Near Eastern Religions (Studies in the History of Religions 65; Leiden: Brill, 1995)
5. Shlomo Pines, Studies in the History of Religion (The Collected Works of Shlomo Piines, volume IV; Jerusalem: Magnes, 1996), edited by Guy G. Stroumsa
6. With G. Stanton: Tolerance and Intolerance in Ancient Judaism and Early Christianity (Cambridge: Cambridge University Press; 1998; Paperback edition, Cambridge, 2008)
7. With A. Kofsky: Sharing the Sacred: Religious Contacts and Conflicts in the Holy Land, 1st.-15th century (Jerusalem: Ben Zvi; 1998)
8. With A. Baumgarten and J. Assmann, Soul, Self, Body in Religious Experience: Studies in the History of Religions (Leiden: Brill, 1998)
9. With D. Shulman: Dream Cultures: Explorations in the Comparative History of Dreaming (New York: Oxford University Press, 1999)
10. With J. Assmann, Transforming the Inner Self in Ancient Religions (Leiden: Brill, 1999)
11. With D. Shulman, Self and Self Transformation in the History of Religions (New York: Oxford University Press, 2001; Paperback edition, Oxford, 2002)
12. With Jan Assmann, Archiv für Religionsgeschichte 3 (2002), «Das 17. Jahrhundert und die Ursprünge der Religionsgeschichte» (Munich, Leipzig: Saur)
13. With M. Finkelberg, Homer, the Bible, and Beyond: Literary and Religious Canons in the Ancient World (Jerusalem Studies in Religion and Culture, 2; Leiden, Boston: Brill, 2003)
14. With O. Limor, Christians and Christianity in the Holy Land: From the Origins to the Latin Kingdoms (Turnhout: Brepols, 2006)
15. Gershom Scholem and Morton Smith: Correspondence, 1945—1982 (Jerusalem Studies in Religion and Culture; Leiden: Brill, 2008)
16. With Markus Bockmuehl, Paradise in Antiquity: Jewish and Christian Views (Cambridge: Cambridge University Press, 2010)
17. with R. Bonfil, O. Irshai and R. Talgam, eds., Jews of Byzantium: Dialectics of Minority and Majority Cultures (Jerusalem Studies in Religion and Culture: Leiden: Brill, 2011)